# HTC One
HTC One M7 – smartfon zaprezentowany w I kwartale 2013 roku. 
Wyposażony jest w procesor Qualcomm Snapdragon 600 sparowany z grafiką Adreno 320, wspomagany przez 2 GB pamięci RAM (DDR2). Wyświetlaczem jest Super LCD 3. W HTC po raz pierwszy wykorzystano aparat fotograficzny z technologią UltraPixel. Firma Beats Audio wraz z autorską technologią BoomSound stworzyła system nagłośnienia w One, oferującym głębokie basy i wyraźne wokale. Telefon można wykorzystywać jako pilot do telewizora przy użyciu diody IR. Systemem operacyjnym jest Android w wersji 4.2 z nakładką HTC Sense 5 z możliwością aktualizacji do Androida 5.0.2 z nakładką Sense w wersji 6. Został wykorzystany niewymienialny akumulator litowo-polimerowy o pojemności 2300 mAh. 
Zastosowano w nim obudowę typu „unibody” wykonaną z jednego kawałka aluminium (szczotkowanego lub anodowanego w zależności od wersji kolorystycznej). Dostępne kolory obudowy to srebrny, czarny oraz limitowany czerwony i niebieski.